# Nándor
A Nándor régi magyar személynév, a nándor népnévből származik, a jelentése dunai bolgár. A 19. században felújították a Ferdinánd magyarosítására.

## Gyakorisága
Az 1990-es években ritka név, a 2000-es években pedig a 61-73. leggyakoribb férfinév.

## Névnapok
- május 30.[2]
- június 5.[2]
- október 19.[2]

## Híres Nándorok
- Auer János Nándor kapitány
- Bakay Nándor kötélgyáros, közgazdasági szakíró
- Balázs Nándor fizikus
- Dáni Nándor atléta
- Dáni Nándor királyi kúriai bíró
- Fa Nándor vitorlázó
- Fazekas Nándor magyar kézilabdázó
- Fettich Nándor régész, ötvös, az MTA tagja
- Gyöngyösi Nándor modell
- Hidegkuti Nándor labdarúgó, az Aranycsapat tagja
- Holl Nándor színész
- Litter Nándor politikus
- Palotai Nándor ejtőernyős, tandemugró
- Tomanek Nándor színész
- Várkonyi Nándor író, szerkesztő, kultúrtörténész
- Wagner Nándor szobrász, festő

## Egyéb Nándorok
- Nándorfehérvár (eredetileg Lándorfejérvár, Belgrád, Београд, Beograd), Szerbia fővárosa
- Nándorhegy (Oţelu Roşu), Románia, Krassó-Szörény megye
- Nándorhuta (Nová Maša), Nándorvölgy része
- Nándorvölgy (Vaľkovňa), Szlovákia, Besztercebányai kerület, Breznóbányai járás
- Magyarnándor (Nógrád vármegye) község

Lásd még: Lándorpuszta